# Gavota

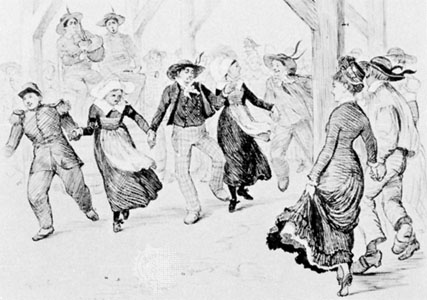
Dança de gavota feita na Bretanha, França. Ilustração de Randolph Caldecott (1878).

Gavota, gavotte ou gavotta é uma dança popular de origem francesa dos séculos XVII e XVIII. Parece ter-se originado no Delfinado (Dauphiné), uma antiga província da França, e era muito popular na corte de Luís XV e Luís XVI. A gavota se baseia em  compasso 4
4 ou 2
2 e usualmente, em andamento moderado. com tempos bem marcados. A linha melódica da gavota deve ser clara, elegante e refinada, com acompanhamento tão sutil e refinado quanto a linha melódica principal.  Entre os compositores que se utilizaram dessa forma estão Bach, Padre Martini, Handel, Gluck e Puccini.